# Kućan Ludbreški
Kućan Ludbreški falu Horvátországban, Varasd megyében. Közigazgatásilag Ludbreghez tartozik.

## Fekvése
Ludbregtől 1 km-re délnyugatra a Drávamenti-síkság szélén fekszik.

## Története
1857-ben 122, 1910-ben 195 lakosa volt. 1920-ig Varasd vármegye Ludbregi járásához tartozott. 2001-ben 61 háza és 195 lakosa volt.